# Semaeopus tepidata
Semaeopus tepidata là một loài bướm đêm trong họ Geometridae.